# PT-91
PT-91 Twardy är en polsk stridsvagn och en version baserad på den sovjetiska stridsvagnen T-72. Den sattes i tjänst i Polen 1995 och samma år gjordes de första modifieringarna av den. Några förbättringar jämfört med T-72:an är bland annat en starkare 850 hk S-12U motor, ett eldledningssystem som är stabiliserat i två axlar och en hydraulisk växellåda.

## Historia
I slutet av 1980-talet började den polska armén uppgradera alla sina omoderna T-55 stridsvagnar till T-55AM standard. De framgångsrika samtalen mellan Polen och Sovjet övertygade den polska generalstaben om att man kunde modernisera andra sovjetbyggda stridsvagnar i polsk tjänst. I slutet av 1988 beslutade man att ett projekt med målet att uppgradera T-72M1 stridsvagnar skulle förberedas. Det i Gliwicebaserade Forsknings- och Utvecklingscentret för Mekaniserade System OBRUM (polska: Ośrodek Badawczo-Rozwojowy Urządzeń Mechanicznych) fick huvudansvaret för projektet. Under den första tiden gick programmet väldigt sakta, en av huvudorsakerna till detta var att den polska generalstaben också utredde andra alternativ, framför allt möjligheten att köpa en nyare version av T-72 (kallad T-72S) eller den modernare T-80.
Efter den politiska vändningen i Polen 1989 och upplösningen av Sovjetunionen avstannade de polsk-sovjetiska samtalen om nyanskaffningar, och intresset för att utveckla en polsk stridsvagn ökade. Den första designen som byrån lade fram fick kodnamnet Wilk (polska för varg), men projektet rann ut i sanden. I stället lades prioriteten på ett modernare projekt, som fick beteckningen Twardy. Syftet med projektet var att få åtgärdat vissa av T-72M1-modellens nackdelar, till exempel otillräckligt pansar, bristen på ett bra eldledningssystem och en outvecklad kanonstabiliserare. Ett annat problem var också bristen på utrustning för mörkerstrid. Dessa brister hade påvisats under Gulfkriget 1990-1991, vilket gav Polen anledning att satsa på att uppgradera T-72:orna.
I juli 1991 startade moderniseringsprogrammet, som genomfördes av "Bumar Łabędy". Företaget har massproducerat T-72:or med sovjetisk licens sedan 1980. Den moderniserade stridsvagnen fick benämningen PT-91 Twardy. 1993, då produktionen startade, beställde det polska försvarsministeriet 20 stycken PT-91:or. Serien skulle användas i ett omfattande testprogram.

## Skydd
För att förbättra skyddsnivån gentemot pansarspränggranater och missiler har PT-91 utrustats med det nya Erawa dynamiskt reaktiva pansaret (ERA), som har utvecklats av Polens militärtekniska institut. Det reaktiva pansar PT-91 har är av en annan modell än motsvarande som används på ryska T-72:or. Det polska reaktiva pansaret består av 394 plattor som har sprängmedel och detonerar vid en direktträff. Blocken täcker en yta av 9 {\displaystyle m^{2}}. 108 plattor är på tornet, 118 plattor på vagnen och 84 plattor på varsin sida på kjolarna utgör det normala. PT-91 Twardy använder kjolar av stål istället för gummi som på T-72. Den huvudsakliga skillnaden mellan Erawas reaktiva pansar och det som är standard på de sovjetiska stridsvagnarna är att Erawa sitter utan något mellanrum, medan mellanrummen på T-72:orna är på 10–15 mm, vilket minskar effektiviteten. Erawa reaktivt pansar finns i två modeller, Erawa-1 och Erawa-2, som skiljer sig i mängden sprängmedel.
Experiment visar att Erawa dynamiska reaktiva pansar minskar pansarspränggranaternas effektivitet med 50-70 % och de underkalibriga projektilernas med 30-40 %. Det reaktiva pansaret detonerar inte av kulor (upp till 30 mm), granat- eller minfragment och inte heller om stridsvagnen är täckt av brinnande napalm eller bensin.

## Beväpning
Precis som på T-72 behöll den polska PT-91 Twardy en 125 mm 2A46 slätborrad kanon. Det ryska automatiska laddningssystemet gör att stridsvagnen inte behöver någon laddare och minskar besättningen på stridsvagnen till 3 personer (vagnchef, skytt och förare). Den automatiska laddaren tillåter kanonen att skjuta 8-10 skott i minuten. 39 projektiler kan förvaras i PT-91. På den nyare varianten PT-91M är huvudbeväpningen en 125 mm 2A46MS slätborrad kanon.
Den sekundära beväpningen består av en 7,62 mm PKT koxial kulspruta med 2 000 skott och en 12,7 mm NSVT luftvärnskulspruta med 300 skott. På PT-91M byttes den sekundära beväpningen ut mot en 7,62 mm FN MAG koxial ksp och en 12,7 mm FN M2 Browning HB lv-ksp. PT-91 kan generera rök från sitt bränsle, men har också 24 stycken ZM Dezamet 901A 81 mm granatkastare som kan skjuta rökgranater och splittergranater mot infanteri.

Eldledningssystemet är också moderniserat genom att man bytt ut den ursprungliga sovjetiska 2Je28M stabiliseraren på T-72:an mot en ny stabiliserare i två axlar utvecklad i Slovakien. Den är utrustad med en elektronisk informationsskärm som visar stridsvagnens tekniska status. Andra elektroniska komponenter visar vagnchefen när ett siktat mål inte kan beskjutas på grund av till exempel för hög hastighet i terräng.
Det stabiliserade eldledningssystemet Drawa som har utvecklats av polska ingenjörer innehåller skyttens PCD-dagsikte, TNPA-65 och TNPA-65A observationsutrustning och TES, ett termiskt mörkerseendesikte som har utvecklats av det israeliska företaget ELOP. Vagnchefen har ett kombinerat POD-72 dag-natt-sikte för observationer och sikte mot mål, TNPO-160 och TNPA-65 observationsutrustning, en ballistisk dator, laservarningssystem, datasystem och laseravståndsmätare som bearbetar informationen från den ballistiska datorn. Den ballistiska datorns sikte analyserar målets hastighet, omgivningens väderförhållande, projektiltemperaturen och projektiltypen.
Tankchefen använder US-DK-1-kontrollen och diagnoskomplexet för att kontrollera stridsvagnens huvudsystem och visa informationen på en monitor. Föraren har en TNPO-168W observationsutrustning för användning under dagtid och en PNK-72 eller den passiva "Radomka" för mörkerseende.

## Motor
På grund av PT-91 Twardys utökade vikt var man tvungen att installera en kraftfullare motor. Ingenjörerna valde en 12-cylindrig S-12U dieselmotor. S-12U är en uppgraderad version av den sovjetiska V-46-6-motorn, som tillverkades i Warszawa av PZL-Wola. Till skillnad från T-72:ans 780 hk har PT-91 850 hk. De huvudsakliga skillnaderna består i förbättringar i bränslematningen och lufttillförseln. Detta gör att stridsvagnens uthållighet på asfalt ökat markant. PT-91 har en hydrauliskväxellåda, med sju växlar framåt och en backväxel. I de nyaste PT-91M varianterna är den ursprungliga motorn utbytt mot en 1 000 hk S-1000R motor med en avgaskompressor.

## Varianter
- PT-91: Ny polsk stridsvagn som är baserad på T-72M1. Uppgraderad med Drawa stabiliserat eldledningssystem, Erawa reaktivt pansar, 850 hk S-12U dieselmotor, m.m. De första 20 stridsvagnarna levererades till de polska markstyrkorna mellan åren 1993 och 1994. De sattes i tjänst 1995. 78 till levererades 1995-1997.
- PT-91A: Uppgraderad variant från 1995, med en ny automatisk laddare, förbättrat eldledningssystem och en kraftigare 1 000 hk S-1000 dieselmotor.
- T-72M1Z: T-72M1 uppgraderade till PT-91 standard, 135 T-72M1:or som tillverkades under 1980-talet gjordes om till PT-91 standard. Levererades mellan åren 1998 och 2002.
- PT-91Z: (Z för Zmodernizowany - moderniserad) Exportvariant, demonstreras på militäruppvisningar. Denna variant är bestyckad med SAGEM Savan-20 eldledningssystem och en 1 000 hk S-1000 dieselmotor. PT-91M är baserad på PT-91Z. PT-91Z vann ett flertal "stresstester" i Malaysia mot T-90, T-84 och K1 Type 88 och vann tävlingen om vilken stridsvagn som skulle bli Malaysias nya standardstridsvagn. Endast en prototyp av denna variant byggdes.
- PT-91M: (M för Malaysia) Exportvariant för produktion till Malaysia. Utrustad med SAGEM Savan-15 eldledningssystem, 1 000 hk S-1000R dieselmotor - SESM ESM-350M - som ger en maxfart på 70 km/h och ny kommunikationsutrustning. Beväpningen utgörs av en 125 mm 2A46MS slätborrad kanon, en 7,62 mm FN MAG koxial ksp och en 12,7 mm FN Browning M2 HB lv-ksp. 1 prototyp byggdes och 48 produktionsvagnar håller på att byggas.
- PT-91E (PT-91Ex): (E för export) Exportvariant, som PT-91M men med ett nytt namn för export till andra länder än till Malaysia. Visades upp på MSPO 2006 militäruppvisning i Polen.

- PT-94 "Goryl": Projekt för en ny polsk stridsvagn designad på basen av erfarenheterna från PT-91. Designen skulle likna den israeliska Merkava. Skydd: kompositpansar + reaktivt pansar, Beväpning: 120/125 mm slätborrad kanon + 60 mm granatkastare, sekundärbeväpning: en 7,62 mm PKT koxial ksp och en 12,7 mm NSVT lv-ksp, Besättning: 3 man, Vikt: cirka 50 ton. Detta program hade också namnet stridsfordon / stridsvagn Anders. Projektet avslutades på grund av brist på finansiärer.

## Fordon baserade på PT-91
- WZT-3: (WZT för Wóz Zabezpieczenia Technicznego) Polsk bepansrat bärgningsfordon, baserat på PT-91:s chassi. Beväpningen är en 12,7 mm NVST lv-ksp som sitter vid tankchefens lucka. Standardutrustningen är en kran med en teleskopisk kranbjälke som kan lyfta en maximal vikt på 15 ton, ett stabiliserat schaktblad på vagnens front, en huvud- och en sekundärvinsch. WZT-4 är en variant baserad på PT-91M och utrustad enligt Malaysias krav.

- MID: (MID för Maszyna Inżynieryjno-Drogowa) Polsk ingenjörstridsvagn, baserad på PT-91:s chassi, gjord för ingenjörstrupper. MID-M är en variant baserad på PT-91M och är utrustad enligt Malaysias krav.

- PMC-90: (PMC för Pomocniczy Most Czołgowy) Polsk bepansrad broläggare för supportenheter. PMC-90, som är utvecklad från PT-91:s grund, är kapabel att utföra uppdrag i stridsmiljö. PMC-Leguan är en variant för Malaysia, baserad på PT-91M och är utrustad med ett 26 m lång MLC-70 Leguan broslagningssystem.

- PZA Loara: (PZA för Przeciwlotniczy Zestaw Artyleryjski - luftvärnsartillerisystem) Är ett polsk mobilt radarförsett luftvärnssystem, som utvecklades i slutet av 1990-talet. Baserad på PT-91 Twardys chassi. Systemet har ett bepansrat torn med två Oerlikon KDA 35 mm kanoner, som är kopplade till ett radarbaserat eldledningssystem. Det var meningen att den skulle tjänstgöra tillsammans med PZR Loara (missilluftvärn)-fordon som är byggt på PZA Loaras grund, men det projektet har för närvarande stoppats. Loara är ett effektivt luftförsvarsfordon som kan utföra självständiga uppdrag eller delta som en komponent i ett mycket större luftförsvarssystem. Vagnen har två radarsystem, 3D spaningssradar och eldledningssradar. Spaningsradarn har en räckvidd på 26 km och kan följa och identifiera upp till 64 mål samtidigt. Radarsystemet funkar även om vagnen rör sig och matar in information varje sekund. Hela systemet har också laseravståndsmätare, tv-skärmar och FLIR kameror som ger systemet både allväders- och mörkerseendeförmåga, samt förmågan att operera under stark elektromagnetisk störning (ECM). Systemet reagerar automatiskt på runt 10 sekunder. PZA Loaras system kan ställa in sig automatiskt på och eliminera mål som flyger på extremt låg höjd till 5 000 m och flyger upp till 500 m/s. Den fungerar också mot lätt bepansrade mål på marken och på vatten.

## Användare
- Polen: 233 st PT-91:or levererades mellan 1995 och 2002 (äldre T-72M1 uppgraderades till PT-91 standard) och 39 st supportfordon baserade på T-72/PT-91:s chassi (29 st WZT-3 bepansrade bärningsfordon, 8 st MID ingenjörsvagnar och 2 st PZA Loara mobilt luftförsvarssystem).

- Malaysia: I mars 2002 meddelade landets premiärminister Mahathir bin Mohamad att de ska beställa 48 st PT-91M och 14 st supportfordon (6 st WZT-4 bepansrade bärgningsfordon, 3 st MID-M ingenjörsvagnar och 5 st PMC-Leguan bepansrade broslagningsfordon) för ~370 miljoner USD. De första leveranserna började 2005. Före beställningen hade premiärministern sett PT-91M:or på träningsbanor i Wesoła-Warszawa under ett statsbesök där.

- Indien: I april 1999 beställde Indien 44 st WZT-3 bepansrade bärgningsfordon, detta följdes av ytterligare två beställningar i april 2002 (80 st fordon) och i juli 2005 (228 st fordon) - totalt blir det 352 st WZT-3:or till Indien. Dessa fordon som Indien har beställt är till för att användas med deras T-72:or och T-90:or de har köpt från Ryssland. Indien planerar också att uppgradera sina Ajeya MK1 stridsvagnar (lokala namnet för T-72M1) till Ajeya MK2 standard med vissa element från PT-91, som SKO-1T DRAWA-T eldledningssystemet och PZL-Wola V46-6 dieselmotorn.